# Oldsmobile Toronado
Oldsmobile Toronado — американский автомобиль повышенной комфортности марки Oldsmobile, выпускавшийся с 1966 по 1992 год.

## Разработка
Начиная с 1954 года инженеры General Motors работали над так называемым силовым модулем, включающим в себя большой 7-литровый мотор, автоматическую трансмиссию и дифференциал, результатом чего должен был стать полный привод от очень мощного двигателя.
Сначала конструкторы General Motors попытались установить этот комбиблок в одну из компактных моделей Oldsmobile, но вмешались маркетологи, считавшие, что не имело смысла тратить столько денег для того, чтобы использовать передовую разработку для бюджетного автомобиля. Так что пришлось создавать отдельное шасси; к тому же с 1963 года все подразделения корпорации обязали внедрить по новому спортивному автомобилю, с мощным мотором, двухдверным кузовом купе, оригинальным дизайном и нетривиальным салоном.
Инженеры Oldsmobile собрали уникальное в своём роде шасси с передним приводом (до этого в США выпускались всего два переднеприводных автомобиля, не имевших успеха: Cord и Ruxton).
Новая разработка была отправлена дизайнерам для создания кузова — а те просто подогнали под шасси эскиз автомобиля, ставшего победителем закрытого, неофициального конкурса, проведённого среди самих дизайнеров компании.

## Описание
В итоге получился суперкар с очень покатой крышей, массивными задними стойками, плавно переходящими в крылья, длинным капотом и закрывающимися фарами. Среди дополнительных комплектующих были подголовники за 52 доллара и наклонно-телескопическая рулевая колонка. Под капотом был комбинированный силовой модуль в 385 л. с. (вскоре в качестве опции было предложено увеличение мощности до 400 л. с.), от которого крутящий момент передавался с помощью цепи (она состояла из 2294 деталей и заказывалась у стороннего производителя) на главную передачу, встроенную в полость нижнего картера двигателя.
Название Toronado придумали на автошоу Chevrolet 1963 года от одного из концептов марки. Оно было образовано от слов Toro («бык») и Tornado. Получившийся шестиместный суперкар разгонялся до сотни за 7,5 с, максимальная скорость составляла 217 км/ч, а благодаря переднеприводной компоновке передок не задирался вверх при ускорениях и подъёмах на крутые склоны. Более того, в 1968 году три машины этой модели победили в гонке Pikes Peak International Hill Climb — скоростной подъём на гору.
В рекламных буклетах модель, получившая от журнала Motor Trend титул «Автомобиль года» (1966), подавалась под девизом «Only from Olds a car like this!» (рус. Такая машина только от Олдса!). Однако автомобиль был испорчен несколькими модернизациями (всего было четыре поколения), в результате которых модель была уменьшена и унифицирована с Cadillac Eldorado и Buick Riviera, да и внешне начала походить на них. К тому же почти вся американская промышленность в последние годы его производства перешла на переднеприводную компоновку. Единственное, чем прославился Toronado второго поколения — двумя высоконавесными задними фонарями над багажником и под задним окном, что позже с изменениями стало федеральным стандартом.